# Laevicaulis alte
Laevicaulis alte är en snäckart som först beskrevs av Ferussac 1821.  Laevicaulis alte ingår i släktet Laevicaulis och familjen Veronicellidae. Inga underarter finns listade i Catalogue of Life.

## Bildgalleri

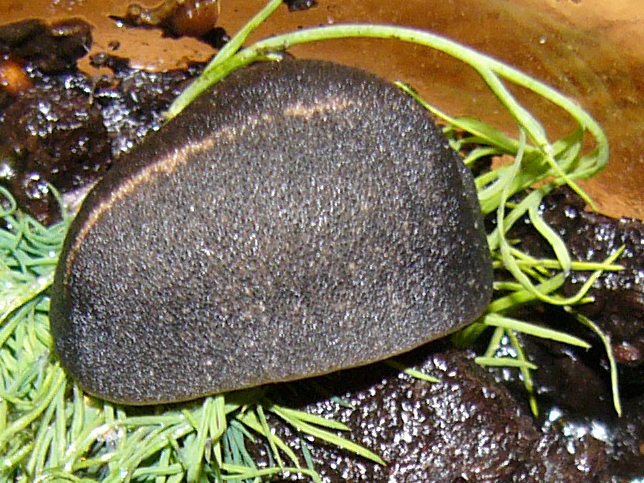
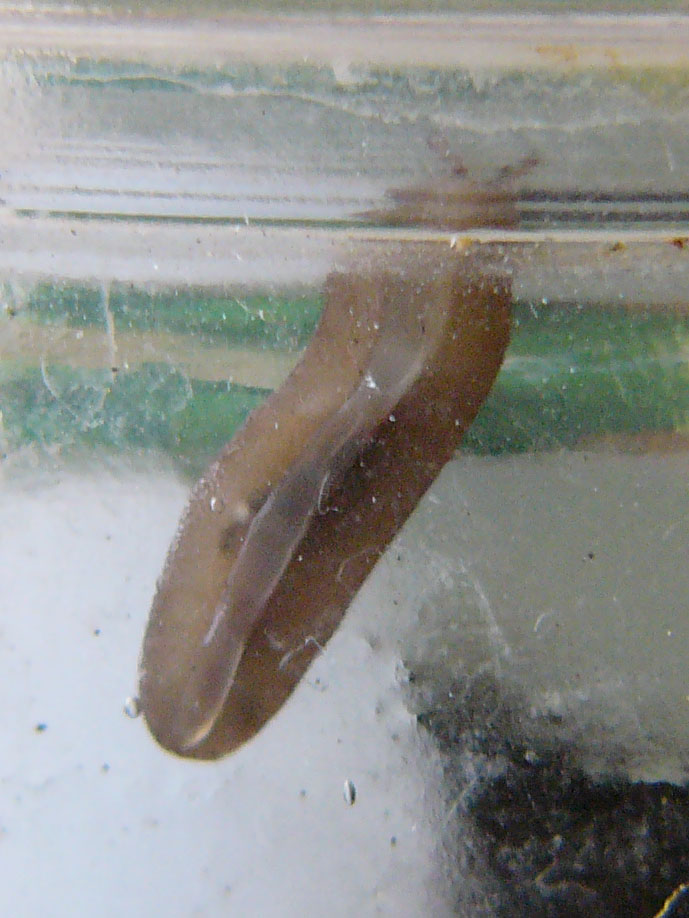